# Sophie Ingle
Sophie Ingle (2 settembre 1991) è una calciatrice gallese, difensore del Bristol City e della nazionale gallese.

## Palmarès

### Club
- Campionato inglese: 3

Chelsea: 2019-2020, 2020-2021, 2021-2022
- Women's FA Cup: 3

Chelsea: 2020-2021, 2021-2022, 2022-2023
- FA Women's League Cup: 2

Chelsea: 2019-2020, 2020-2021
- FA Women's Community Shield: 1

Chelsea: 2020